# Courteney Cox
Courteney Bass Cox (ur. 15 czerwca 1964 w Birmingham) – amerykańska aktorka telewizyjna i filmowa, także modelka, producentka, międzynarodową rozpoznawalność przyniosła jej rola Moniki Geller z sitcomu NBC Przyjaciele.

## Życiorys

### Wczesne lata
Przyszła na świat w Birmingham w Alabama jako najmłodsza z czworga dzieci Courteney Copland (z domu Bass) i budowniczego basenów Richarda Lewisa Coxa (ur. 1930, zm. 2001). Ma dwie starsze siostry – Dottie i Virginię, oraz starszego brata Richarda Jr. (ur. 1958). W 1974, gdy miała dziesięć lat – jej rodzice rozwiedli się, ojciec przeniósł się na Florydę i ponownie zawarł związek małżeński. Dzieci zamieszkały z matką, która w 1976 roku po raz drugi wyszła za mąż za nowojorskiego biznesmena Huntera Copelanda, wuja Stewarta Copelanda, perkusisty i współzałożyciela zespołu The Police.
Mając 14 lat ukończyła szkołę podstawową i zaczęła pracować w sklepie muzycznym. W szkole średniej Mountain Brook High School była cheerleaderką, grała w tenisa i pływała. Studiowała architekturę na College Mount Vernon w Waszyngtonie.

### Kariera
Wyjechała do Nowego Jorku, gdzie zgłosiła się do agencji modelek prowadzonej przez Ellen Ford. Pojawiła się w pismach dla nastolatek i zdobiła także okładki powieści romansowych dla nastolatek. Prowadziła program telewizyjny This Week's Music. Reklamowała Noxzema (1985), The New York Telephone Company, Tampax, Maybelline, szampon Head & Shoulders (1999) i Coca-Colę (2003).
Początkiem kariery aktorskiej stał się teledysk „Dancing in the Dark” (Tańczmy w mroku, 1984) Bruce’a Springsteena zrealizowany przez znanego reżysera Briana De Palmę. Dostawała epizody w popularnych serialach telewizyjnych, m.in. CBS As the World Turns (1984), odtwarzała rolę Glorii Dinallo o telekinetycznych zdolnościach w komediowym przygodowym sci-fi serialu NBC Nieprzystosowane sensacje (Misfits of Science, 1985), ABC Statek miłości (The Love Boat, 1986), sitcomach Kroniki Seinfelda (Seinfeld, 1994) i Życie jak sen (Dream On, 1992). Sporą popularność przyniosła jej rola nastoletniej Lauren Miller, dziewczyny Alexa P. Keatona (w tej roli Michael J. Fox) sitcomie NBC Więzi rodzinne (Family Ties, 1987–1989).
Na dużym ekranie zadebiutowała bez powodzenia w filmie fantasy Władcy wszechświata (Masters of Universe, 1987). Przełomem stał się udział w komedii Ace Ventura: Psi detektyw (Ace Ventura: Pet Detective, 1994) u boku Jima Carreya. Stała się znana przede wszystkim z roli pedantycznej Moniki Geller w popularnym sitcomie Przyjaciele (Friends, 1994–2004). Choć początkowo miała zagrać postać Rachel Green, ostatecznie rolę tę dostała Jennifer Aniston.
W 1995 w Hollywood odebrała nagrodę Złotego Jabłka w kategorii Odkrycie Roku. Zabłysnęła także w roli Gale Weathers, reporterki tropiącej seryjnego mordercę w slasherze Krzyk (Scream, 1996) i jego sequelach –  Krzyk 2 (Scream 2, 1997) i Krzyk 3 (Scream 3, 2000). Wystąpiła również w teledyskach: I'll be there zespołu The Rembrandts i A Long December zespołu Counting Crows, wraz ze swoim ówczesnym chłopakiem Adamem Duritzem.

## Życie prywatne
12 czerwca 1999 poślubiła aktora Davida Arquette, z którym ma córkę Coco Riley (ur. 13 czerwca 2004 w Los Angeles). Od 2010 para żyła w separacji; w 2013 rozwiedli się.

## Filmografia

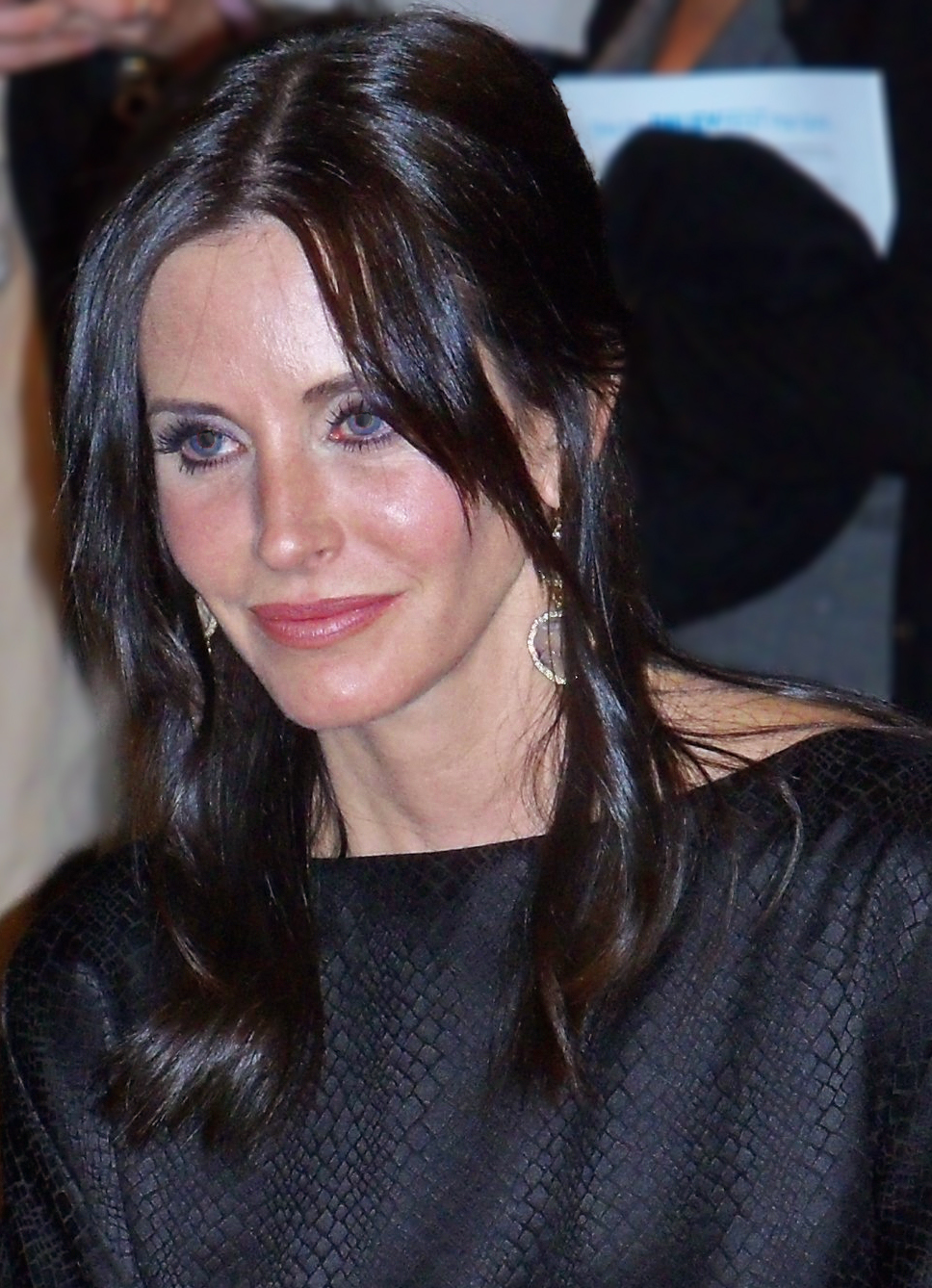
Courteney Cox (2010)

- As the World Turns (1984), jako Bunny
- Meandry wiedzy (Misfits of Science, 1985–1988), jako Gloria Dinallo
- Sylvan in Paradise (1986), jako Lucy Apple
- Napisała: Morderstwo (1986) jako Carol Bannister (sezon 3, odc. 1–2)
- Down Twisted (1987), jako Tarah
- Family Ties (1987–1989), jako Lauren Miller
- If It's Tuesday, It Still Must Be Belgium (1987), jako Hana Wyshocki
- Władcy wszechświata (Masters of the Universe, 1987), jako Julie Winston
- Przyjadę do domu na święta (I'll Be Home for Christmas, 1988), jako Nora Bundy
- Kokon: Powrót (Cocoon: The Return, 1988), jako Sara
- Roxanne: Nagroda Pulitzera (Roxanne: The Prize Pulitzer, 1989), jako Jacquie Kimberly
- Póki się znów nie spotkamy (Till We Meet Again, 1989), jako Freddy
- Ciekawość to pierwszy stopień do piekła (Curiosity Kills, 1990), jako Gwen
- Pan Przeznaczenie (Mr. Destiny, 1990), jako Jewel Jagger
- Niebieska pustynia (Blue Desert, 1991), jako Lisa Roberts
- Morton & Hayes (1991), jako księżniczka Lucy
- Awantura o dziecko (Battling for Baby, 1992), jako Katherine
- Męskie rozmowy (Shaking the Tree, 1992), jako Kathleen
- Płeć przeciwna... i jak z nią żyć (The Opposite Sex and How to Live with Them, 1993), jako Carrie Davenport
- The Trouble with Larry (1993), jako Gabriella Easden
- Kroniki Seinfelda (Seinfeld, 1994), jako Meryl
- Ace Ventura: Psi detektyw (Ace Ventura: Pet Detective, 1994), jako Melissa Robinson
- Przyjaciele (Friends, 1994–2004), jako Monica Geller
- Rysopis mordercy 2 (Sketch Artist II, 1995), jako Emmy O`Connor
- Krzyk (Scream, 1996), jako Gale Weathers
- Krzyk 2 (Scream 2, 1997), jako Gale Weathers
- Wbrew przykazaniom (Commandments, 1997), jako Rachel Luce
- Posłaniec (The Runner, 1999), jako Karina
- Krzyk 3 (Scream 3, 2000), jako Gale Weathers
- Behind the Scream (2000), jako ona sama
- 3000 mil do Graceland (3000 Miles to Graceland, 2001), jako Cybil Waingrow
- Jakoś to będzie (Get well soon, 2001), jako Lily
- Z kozetki na fotel (The Shrink Is In, 2001), jako Samantha
- Listopad (November, 2004), jako Sophie
- Alpha Dog (2006), jako D.A. Erica Price
- Krowy na wypasie (Barnyard, 2006), jako Daisy (głos)
- Rzeź (The Tripper, 2006), jako Cynthia
- Zoom: Akademia superbohaterów (Zoom, 2006), jako Marsha Holloway
- Intrygi i kłamstwa; alternatywny tytuł Brud (Dirt, 2007–2008), jako Lucy Spiller
- Opowieści na dobranoc (Bedtime Stories, 2008), jako Wendy
- Hoży doktorzy (Scrubs, 2009), jako dr Taylor Maddox
- Web Therapy (2009; serial internetowy), jako Serena Duvall
- Cougar Town: Miasto kocic (Cougar Town, 2009–2015), jako Jules Cobb
- Krzyk 4 (Scream 4, 2011), jako Gale Weathers-Riley
- Terapia w sieci (Web Therapy, 2011; serial telewizyjny), jako Serena Duvall
- Prywatna praktyka (Private Practice, 2011), jako kobieta
- TalhotBlond (2012), jako Amanda
- Go On (2013), jako Talia
- Drunk History (2014), jako Edith Wilson
- Barely Famous (2015), jako Courteney Cox
- Mothers Day (2016), jako Beth
- Krzyk (film 2022) (Scream) (2022), jako Gale Weathers
- Krzyk VI (Scream VI) (2023), jako Gale Weathers